# Rejon kolejowy (Lwów)
Rejon kolejowy (ukr. Залізничний район) – dzielnica administracyjna Lwowa, obejmująca południowo-zachodnie dzielnice miasta: Rzęsną Polską, Lewandówkę, Biłohorszcze, część Kleparowa, Skniłówek, część Bogdanówki i osiedle typu miejskiego Rudno.